# Serie B 1979 (calcio femminile)
L'edizione 1979 è stata la decima edizione del campionato F.I.G.C.F. di Serie B femminile italiana di calcio. Corrisponde al campionato 1978-1979 del calcio maschile.
Il campionato è iniziato l'8 aprile 1979 ed è terminato il 7 ottobre 1979 senza assegnazione del titolo di campione di Serie B 1979.

## Stagione

### Novità
Variazioni prima dell'inizio del campionato:
cambio di denominazione e sede:
- da "A.C.F. Niagara Pavia" ad "A.C.F. Pavia" di Pavia,
- da "P.F. Rivignano Calzature da Piero" a "P.F. Rivignano" di Rivignano,
- da "A.C.F. Borgo Livorno" ad "A.C.F. Maroccone Livorno" Livorno;

hanno rinunciato al campionato di Serie B:
- "A.C.F. Valigi Perugia" di Perugia,
- "A.C.F. Livorno" di Livorno,
- "F.F. Genova 70" di Genova,
- "C.F. Despar" di Canneto sull'Oglio,
- "G.S.F. Spinea" di Spinea,
- "C.F. Marina S.Vitale Candia" di Marina di Massa,
- "A.C.F. Pesaro Firenze Corredi" di Pesaro,
- "U.S.F. Ponte Buggianese Balducci" di Ponte Buggianese,
- "Empoli Foot-Ball Girls" di Empoli,
- "S.M.E.B. Messina" di Messina.

### Formula
Vi hanno partecipato 34 squadre divise in quattro gironi. La prima classificata di ognuno dei quattro gironi viene promossa in Serie A. L'ultima squadra di ognuno dei quattro gironi è relegata in Serie C (regionale).

## Girone A

### Squadre partecipanti
| Club                        | Città                   | Stagione 1978         |
| --------------------------- | ----------------------- | --------------------- |
| A.C.F. Aurora Mombretto     | Mombretto di Mediglia   | 6º posto in Serie B/B |
| A.C.F. Bognanco Domodossola | Domodossola             | 4º posto in Serie B/A |
| A.C.F. Derthona La Pelle    | Tortona                 | 6º posto in Serie B/A |
| A.C.F. Momproso Biella      | Biella                  | 3º posto in Serie B/A |
| U.S. Pasubio 74             | Milano                  | in Serie C            |
| A.C.F. Pavia                | Pavia                   | 4º posto in Serie B/A |
| Piacenza A.C.F.             | Piacenza                | 3º posto in Serie B/B |
| A.C.F. Real Torino          | Torino                  | in Serie C            |
| U.S. Sampierdarenese        | Genova Sampierdarena    | 2º posto in Serie B/A |
| A.C.F. Tigullio 72          | Santa Margherita Ligure | 1º posto in Serie B/A |

### Classifica finale
|  | Pos. | Squadra              | Pt | G  | V  | N | P  | GF | GS | DR  |
|  | ---- | -------------------- | -- | -- | -- | - | -- | -- | -- | --- |
|  | 1.   | Tigullio 72          | 33 | 18 | 16 | 1 | 1  | 51 | 15 | +36 |
|  | 2.   | Piacenza             | 31 | 18 | 14 | 3 | 1  | 53 | 11 | +42 |
|  | 3.   | Aurora Mombretto     | 24 | 18 | 10 | 4 | 4  | 43 | 24 | +19 |
|  | 4.   | Pasubio 74 (-1)      | 17 | 18 | 7  | 4 | 7  | 25 | 21 | +4  |
|  | 5.   | Momproso Biella      | 16 | 18 | 7  | 2 | 9  | 26 | 22 | +4  |
|  | 6.   | Derthona La Pelle    | 15 | 18 | 6  | 3 | 9  | 24 | 27 | -3  |
|  | 6.   | Real Torino          | 15 | 18 | 7  | 1 | 10 | 28 | 39 | -11 |
|  | 8.   | Pavia                | 13 | 18 | 3  | 7 | 8  | 13 | 33 | -20 |
|  | 9.   | Sampierdarenese      | 11 | 18 | 4  | 3 | 11 | 16 | 52 | -36 |
|  | 10.  | Bognanco Domodossola | 4  | 18 | 1  | 2 | 15 | 14 | 49 | -35 |

Legenda:
      Promossa in Serie A
      Retrocessa in Serie C
Note:
Due punti a vittoria, uno a pareggio, zero a sconfitta.
Il Pasubio 74 ha scontato 1 punto di penalizzazione per una rinuncia.
Il Tigullio 72 ha successivamente rinunciato alla promozione in Serie A reiscrivendosi in Serie B.
Il Bognanco Domodossola è stato successivamente riammesso in Serie B alla compilazione dei quadri 1980.

## Girone B

### Squadre partecipanti
| Club                          | Città               | Stagione 1978         |
| ----------------------------- | ------------------- | --------------------- |
| A.C.F. Atalanta               | Zanica              | 4º posto in Serie B/B |
| A.C.C.F. Azzurra              | Castelfranco Veneto | 2º posto in Serie B/C |
| C.S. Castrezzato              | Castrezzato         | 6º posto in Serie B/C |
| A.C.F. Cerbiatte Sarcedo      | Sarcedo             | 4º posto in Serie B/C |
| S.S. Fiamma Ceraso            | Monza               | 8º posto in Serie B/B |
| S.C.F. Pagazzanese            | Pagazzano           | 7º posto in Serie B/B |
| A.C.F. Pordenone              | Pordenone           | 2º posto in Serie B/C |
| P.F. Rivignano                | Rivignano           | 4º posto in Serie B/C |
| A.C.F. Rutilius Sport Bergamo | Bergamo             | 2º posto in Serie B/B |

### Classifica finale
|  | Pos. | Squadra                     | Pt | G  | V | N | P  | GF | GS | DR  |
|  | ---- | --------------------------- | -- | -- | - | - | -- | -- | -- | --- |
|  | 1.   | Fiamma Ceraso               | 23 | 16 | 9 | 5 | 2  | 35 | 15 | +20 |
|  | 2.   | Pordenone                   | 23 | 16 | 9 | 5 | 2  | 32 | 14 | +18 |
|  | 3.   | A.C.F. Atalanta             | 21 | 16 | 8 | 5 | 3  | 27 | 15 | +12 |
|  | 4.   | Rutilius Sport Bergamo (-1) | 18 | 16 | 6 | 7 | 3  | 21 | 15 | +6  |
|  | 5.   | Cerbiatte Sarcedo           | 15 | 16 | 6 | 3 | 7  | 29 | 24 | +5  |
|  | 5.   | Azzurra (-1)                | 15 | 16 | 6 | 4 | 6  | 20 | 22 | -2  |
|  | 7.   | Rivignano                   | 11 | 16 | 3 | 5 | 8  | 15 | 27 | -12 |
|  | 7.   | Pagazzanese                 | 11 | 16 | 3 | 5 | 8  | 19 | 33 | -14 |
|  | 9.   | Castrezzato                 | 5  | 16 | 0 | 5 | 11 | 10 | 43 | -33 |

Legenda:
      Promossa in Serie A
      Retrocessa in Serie C
Note:
Due punti a vittoria, uno a pareggio, zero a sconfitta.
L'Azzurra e il Rutilius Sport Bergamo hanno scontato 1 punto di penalizzazione per una rinuncia.
Il Rivignano ha successivamente rinunciato al campionato di Serie B per iscriversi in Serie C (regionale).
Il Castrezzato è stato successivamente riammesso in Serie B alla compilazione dei quadri 1980.

### Spareggio promozione
| Fiamma Ceraso | 2 - 1 | Pordenone | ?, 7 ottobre 1979 |  |  |
|               |       |           |                   |  |  |

## Girone C

### Squadre partecipanti
| Club                     | Città             | Stagione 1978         |
| ------------------------ | ----------------- | --------------------- |
| C.F. Bastia              | Bastia Umbra      | in Serie C            |
| A.C.F. Cagliari          | Cagliari          | in Serie C            |
| A.C.F. Lazio             | Roma              | 7º posto in Serie B/D |
| A.C.F. Maroccone Livorno | Livorno           | 6º posto in Serie B/D |
| A.C.F. Roma Campidoglio  | Roma              | 3º posto in Serie B/D |
| A.C.F. Roma Lido         | Roma              | 1º posto in Serie B/D |
| S.S. Vetreria Laziale    | Civita Castellana | in Serie C            |

### Classifica finale
|  | Pos. | Squadra           | Pt | G  | V | N | P | GF | GS | DR  |
|  | ---- | ----------------- | -- | -- | - | - | - | -- | -- | --- |
|  | 1.   | Cagliari          | 19 | 12 | 8 | 3 | 1 | 23 | 8  | +15 |
|  | 2.   | Maroccone Livorno | 16 | 12 | 6 | 4 | 2 | 17 | 9  | +8  |
|  | 3.   | Roma Lido         | 11 | 12 | 3 | 5 | 4 | 14 | 15 | -1  |
|  | 3.   | Vetreria Laziale  | 11 | 12 | 3 | 5 | 4 | 12 | 14 | -2  |
|  | 3.   | Roma Campidoglio  | 11 | 12 | 2 | 7 | 3 | 10 | 12 | -2  |
|  | 6.   | Bastia            | 9  | 12 | 2 | 5 | 5 | 14 | 18 | -4  |
|  | 7.   | A.C.F. Lazio (-1) | 6  | 12 | 2 | 3 | 7 | 7  | 21 | -14 |

Legenda:
      Promossa in Serie A
      Retrocessa in Serie C
Note:
Due punti a vittoria, uno a pareggio, zero a sconfitta.
La A.C.F. Lazio ha scontato 1 punto di penalizzazione.
Il Maroccone Livorno, la Roma Lido, la Roma Campidoglio e il Bastia hanno successivamente rinunciato al campionato di Serie B.

## Girone D

### Squadre partecipanti
| Club                               | Città                   | Stagione 1978                |
| ---------------------------------- | ----------------------- | ---------------------------- |
| A.C.F. Alaska Veglie               | Veglie                  | ?                            |
| A.C.F. Colorificio Paulin Barletta | Barletta                | ?                            |
| A.S. Gibson                        | Castel di Sangro        | ?                            |
| A.C.F. Giugliano                   | Giugliano in Campania   | 1º posto in Serie C Campania |
| S.S. Pellicce Moda Ponzo Portici   | Portici                 | ?                            |
| A.C.F. Savoia                      | Torre Annunziata        | ?                            |
| U.C. Stabia                        | Castellammare di Stabia | ?                            |

### Classifica finale
|  | Pos. | Squadra                     | Pt | G  | V  | N | P  | GF | GS | DR  |
|  | ---- | --------------------------- | -- | -- | -- | - | -- | -- | -- | --- |
|  | 1.   | Alaska Veglie               | 23 | 12 | 11 | 1 | 0  | 39 | 8  | +31 |
|  | 2.   | Giugliano (-1)              | 15 | 12 | 7  | 2 | 3  | 34 | 9  | +25 |
|  | 3.   | Savoia (-1)                 | 14 | 12 | 7  | 1 | 4  | 48 | 15 | +33 |
|  | 4.   | Pellicce Moda Ponzo Portici | 12 | 12 | 6  | 0 | 6  | 20 | 17 | +3  |
|  | 5.   | Colorificio Paulin Barletta | 10 | 12 | 5  | 0 | 7  | 23 | 29 | -6  |
|  | 6.   | Stabia (-2)                 | 4  | 12 | 3  | 0 | 9  | 9  | 56 | -47 |
|  | 7.   | Gibson (-5)                 | -5 | 12 | 0  | 0 | 12 | 1  | 44 | -43 |

Legenda:
      Promossa in Serie A
      Retrocessa in Serie C
Note:
Due punti a vittoria, uno a pareggio, zero a sconfitta.
Il Gibson ha scontato 5 punti di penalizzazione.
Lo Stabia ha scontato 2 punti di penalizzazione per due rinunce.
Il Giugliano e il Savoia hanno scontato 1 punto di penalizzazione per una rinuncia.
Il Savoia, il Pellicce Moda Ponzo Portici e il Colorificio Paulin Barletta hanno successivamente rinunciato al campionato di Serie B.

## Verdetti finali
- Tigullio 72, Fiamma Ceraso, Cagliari e Alaska Veglie promossi in Serie A.
- Bognanco Domodossola, Castrezzato, A.C.F. Lazio e Gibson retrocessi in Serie C (regionale).